# Негрово
Негрово (укр. Негрово) — село в Мукачевской городской общине Мукачевского района Закарпатской области Украины.
Население по переписи 2001 года составляло 1116 человек. Почтовый индекс — 90114. Телефонный код — 3144. Занимает площадь 51,7 км². Код КОАТУУ — 2121986201.